# 胆沢扇状地

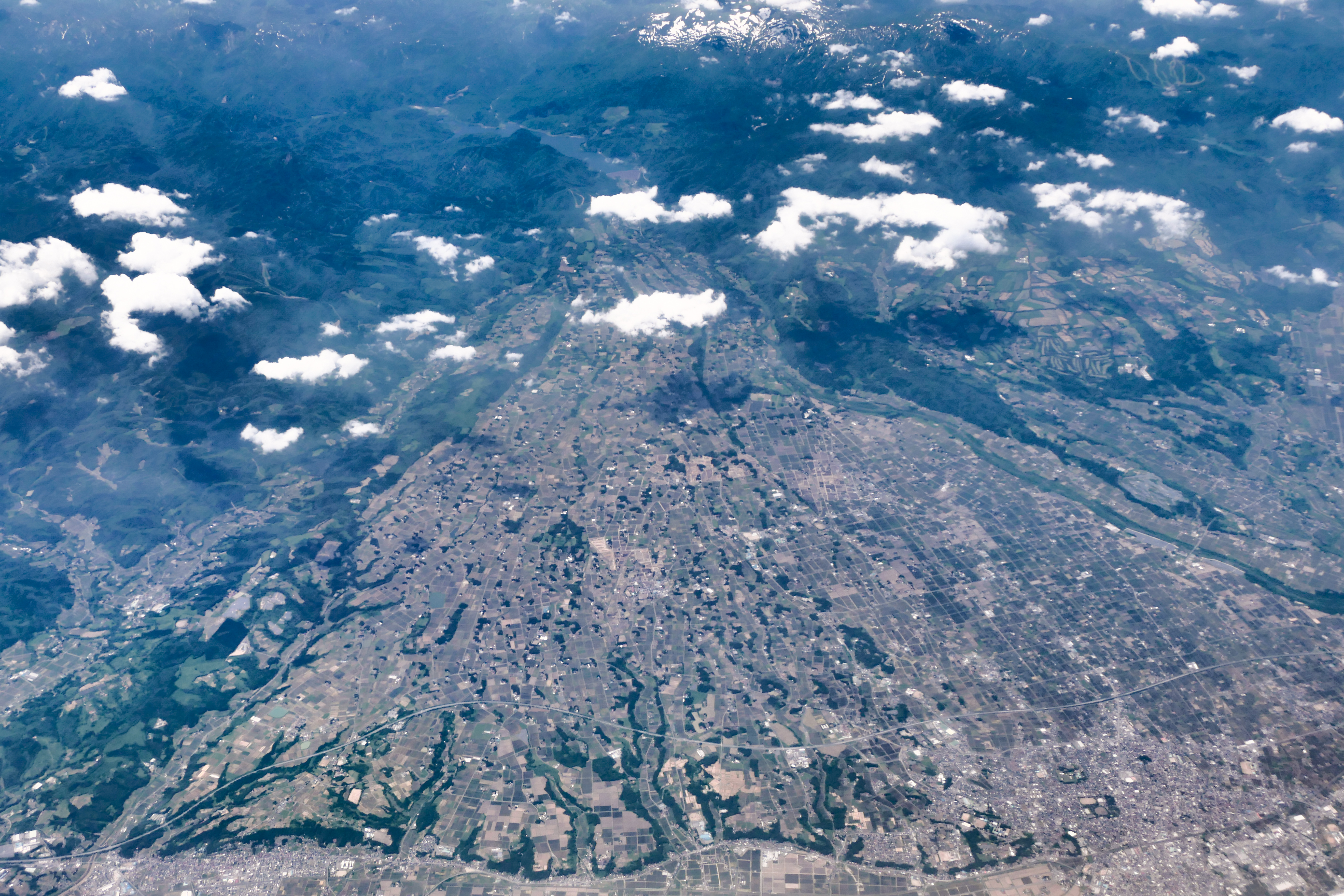
胆沢扇状地

胆沢扇状地（いさわせんじょうち）は、岩手県南部の胆沢川流域に広がる日本最大級の扇状地である。岩手県奥州市、胆沢郡金ケ崎町一帯に広がる。
胆沢平野（いさわへいや）・胆沢盆地（いさわぼんち）とも呼ばれる。

## 概要
石器時代や古墳時代の遺跡が数多く発見されるなど、古くから人々の生活の場として栄えてきたことが確認されている。
また、散居集落に見られるような特徴ある風土を育んできており、現在でも東北有数の穀倉地帯として、また岩手県南の経済・文化の中心域として発展している。
一方、扇状地上流域にはブナの原生林を主体とした広大で豊かな自然が残されている。

## 地形
扇を形成する一辺の長さが約20km、面積が約20,000haで、日本最大級の扇状地である。上位、中位、下位あわせて6段の河岸段丘からなる傾斜扇状地である。
これらの河岸段丘は、奥羽山脈に端を発する胆沢川が、山岳部より大量の土砂を運び広大な扇状地を形成する一方で、しばしば氾濫を繰り返し、その際の侵食・堆積作用によりできたものと考えられている。